# Terminalia supitiana
Terminalia supitiana är en tvåhjärtbladig växtart som beskrevs av Sijfert Hendrik Koorders. Terminalia supitiana ingår i släktet Terminalia och familjen Combretaceae. Inga underarter finns listade i Catalogue of Life.